# Overseas Highway

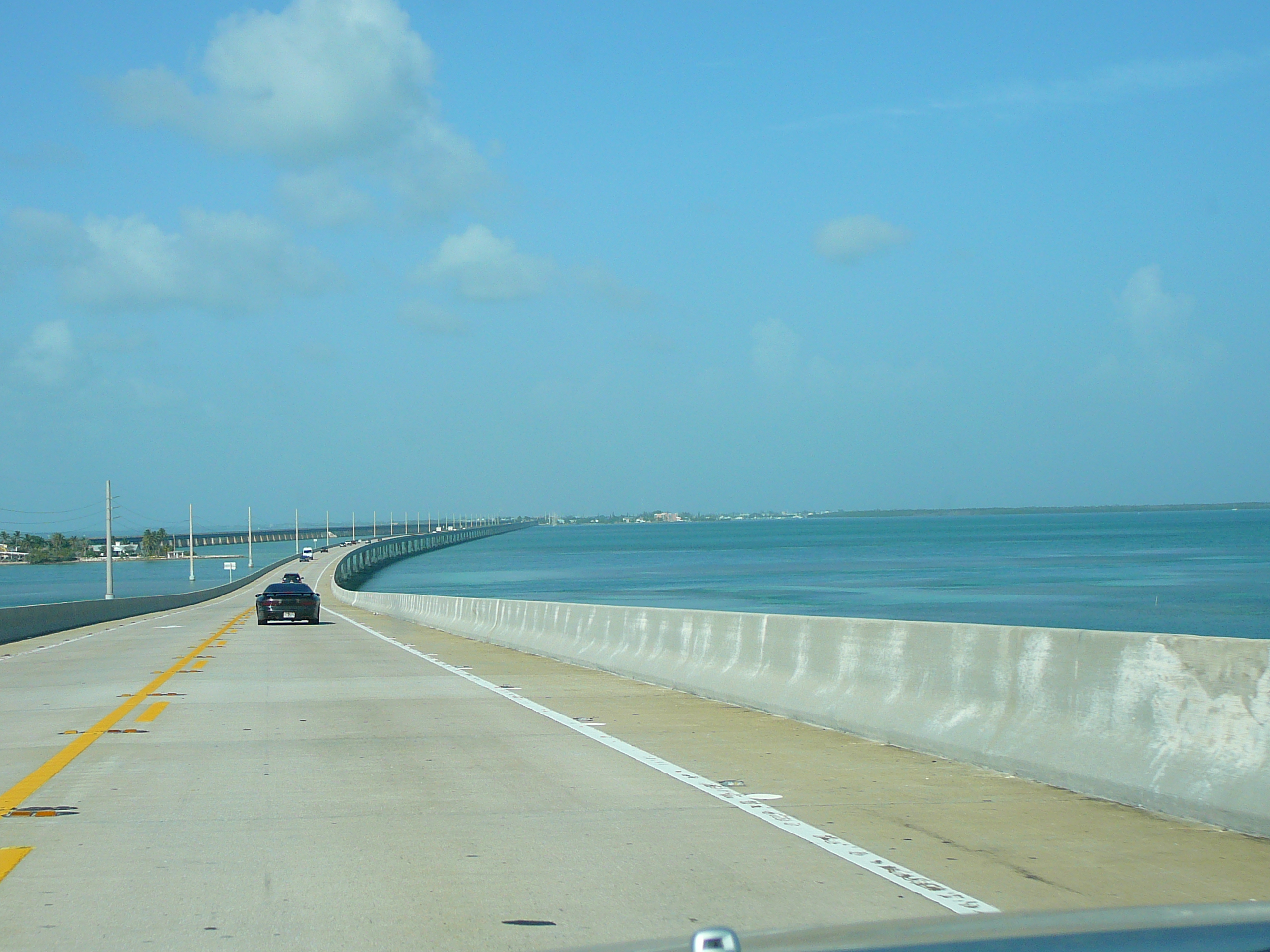
Canale di Moser

La Overseas Highway (in italiano: autostrada d'oltreoceano) è un'autostrada statunitense di 205,2 km che prolunga la U.S. Route 1 attraverso l'arcipelago Florida Keys dello Stato della Florida.
Gran parte fu costruita sulla ex ferrovia Overseas Railroad, estensione di Key West della ferrovia della costa orientale della Florida (Florida East Coast Railway).
Completata nel 1912, la tratta ferroviaria fu pesantemente danneggiata e parzialmente distrutta con un uragano nel 1935. La Florida East Coast Railway non fu finanziariamente capace di ricostruire la sezione danneggiata e quindi ciò che ne rimase fu venduto allo Stato della Florida per $640.000.
Nel 2001 la commissione della contea di Monroe, il dipartimento dell'ufficio di protezione ambientale di vie verdi e sentieri (FDOT: Florida Department of Environmental Protection's Office of Greenways and Trails) creò accanto all'autostrada il sentiero delle Florida Keys d'oltremare: Florida Keys Overseas Heritage Trail (FKOHT).